# بیرول آکسانجاک
بیرول آکسانجاک (انگلیسی: Birol Aksancak؛ زادهٔ ۸ آوریل ۱۹۷۹) بازیکن فوتبال اهل ترکیه است.
از باشگاه‌هایی که در آن بازی کرده‌است می‌توان به باشگاه فوتبال قونیه‌اسپور، باشگاه فوتبال آنکارا اسپور، باشگاه ورزشی استانبول‌اسپور، باشگاه فوتبال آنکاراگوچو، باشگاه فوتبال مانیسااسپور، باشگاه فوتبال کاردمیر قره‌بوک‌اسپور، و باشگاه فوتبال استانبول باشاک‌شهر اشاره کرد.
وی همچنین در تیم‌های ملی فوتبال جوانان ترکیه و زیر ۲۱ سال ترکیه بازی کرده‌است.